# Istituto Superiore per la Protezione e la Ricerca Ambientale
Das Istituto Superiore per la Protezione e la Ricerca Ambientale (kurz ISPRA; deutsch: „Höheres Institut für Umweltschutz und -Forschung“) ist eine Behörde im Geschäftsbereich des italienischen Ministeriums für Umwelt und Energiesicherheit. Das ISPRA hat seinen Hauptsitz in Rom. Zusammen mit vergleichbaren Umweltschutzbehörden der italienischen Regionen bildet es das Netzwerk Sistema Nazionale per la Protezione dell’Ambiente („Nationales Umweltschutzsystem“). In diesem Rahmen erhebt und bewertet das ISPRA Daten über den Zustand der Umwelt und fungiert als zentrale Fachbehörde für Umwelt- und Naturschutz sowie für Geologie in Italien.

## Organisation
Die Leitungsebene besteht im Wesentlichen aus dem Präsidenten des ISPRA, einem Verwaltungsrat, einem wissenschaftlichen Beirat, einem Rechnungsprüfungsorgan und aus einem unabhängigen Aufsichtsgremium. Die Geschäftsführung liegt bei einem Generaldirektor, dem unterstützende Dienststellen, Lagezentren und drei größere Abteilungen unterstehen: eine Umweltschutzabteilung, der geologische Dienst und eine zentrale Verwaltungsabteilung. Es bestehen Außenstellen in Venedig, Chioggia, Ozzano dell’Emilia, Livorno, Milazzo und Palermo. In Rom unterhält das ISPRA eine Fachbibliothek und in Ozzano ein Museum.
Das mareografische Netz des ISPRA besteht aus 36 Stationen, darunter der Pegel Genua.

## Geschichte
Die Ursprünge des ISPRA liegen beim 1822 im Königreich Sardinien-Piemont gegründeten Bergbauamt Consiglio delle Miniere. Ende 1867 wurde dessen geologische Sektion dem italienischen Ministerium für Landwirtschaft, Industrie und Handel angegliedert und erhielt den Auftrag, eine geologische Landesaufnahme Italiens durchzuführen und entsprechende geologische Karten zu erstellen. Im weiteren Verlauf verblieben die Leitungsaufgaben bei dieser Dienststelle, während für die technische Durchführung 1873 das Geologische Amt beim Königlichen Bergbaudienst (Corpo Reale delle Miniere) eingerichtet wurde. Im Jahr 1927 erhielt das Amt nach Neuordnungen den Namen Servizio Geologico, 1960 als Servizio Geologico d’Italia den Status eines staatlichen kartografischen Amts. Im Jahr 1987 kam der geologische Dienst zum neuen Umweltministerium, wo ihm zusätzlich Umweltschutzaufgaben übertragen wurden. Zwei Jahre später übernahm das Amt des Ministerpräsidenten die Aufsicht über den geologischen Dienst und über andere Ämter, die auch mit Geowissenschaften, Wasserwirtschaft, Bodenschutz und Katastrophenschutz befasst waren. Weil das Amt des Ministerpräsidenten dann für den reformierten italienischen Zivilschutz zuständig wurde, erhielt der geologische Dienst auch Katastrophenschutzaufgaben, vor allem solche präventiver Art. Die genannten Ämter und Dienste beim Amt des Ministerpräsidenten wurden 1999 zur „Agentur für Umweltschutz und technische Dienste“ (APAT) fusioniert, und diese 2008 per Gesetz mit einem Institut für angewandte Meereswissenschaft (ICRAM) und einem Institut für Faunistik (INFS) zum Istituto Superiore per la Protezione e la Ricerca Ambientale ISPRA im Geschäftsbereich des Umweltministeriums fusioniert. Im Zuge der Fusion, die bis 2010 umgesetzt wurde, und folgender Neuordnungen und Rationalisierungen entstand innerhalb des ISPRA als eine der größten und bedeutendsten Organisationseinheiten der Servizio Geologico d’Italia wieder.

## Netzwerk
Im Jahr 1994 wurden dem nationalen Gesundheitsdienst Servizio Sanitario Nazionale Aufgaben und Dienststellen im Bereich der Hygieneüberwachung und der Krankheitsprävention entzogen und in neue Ämter der italienischen Regionen sowie in die ebenfalls 1994 eingerichtete nationale Umweltschutzagentur ANPA (APAT, 2008 in ISPRA aufgegangen) überführt. Aus diesen regionalen Ämtern entstanden dann 19 regionale Umweltschutzagenturen mit der Bezeichnung Agenzia regionale per la protezione ambientale (ARPA) sowie in den beiden autonomen Provinzen Trentino und Südtirol zwei Landesagenturen für Umwelt, die zusammen mit dem ISPRA seit 2017 ein Netzwerk mit der Bezeichnung „Nationales System für den Schutz der Umwelt“ bilden (Sistema Nazionale per la Protezione dell’Ambiente). Dieses Netzwerk soll die öffentliche Überwachung der Umweltqualität vereinheitlichen, die Wirksamkeit von Umweltschutzmaßnahmen sicherstellen und eine nachhaltige Umweltpolitik zum Schutz der öffentlichen Gesundheit unterstützen. Weitere Aufgaben des Netzwerks sind die Kontrolle von potenziellen Verschmutzungsquellen und anderen umweltbedingten Stressfaktoren, die Forschung im Umweltbereich, die technische und wissenschaftliche Unterstützung staatlicher, regionaler und lokaler Behörden, sowie die Erfassung, Aufbereitung und Verbreitung von Umweltdaten. Vorsitzender des Netzwerks ist von Amts wegen der Präsident des ISPRA, der stellvertretende Vorsitzende wird von den Leitern der Umweltagenturen der Regionen und der beiden autonomen Provinzen unter ihresgleichen gewählt.